# Крушчик
Крушчик (серб. Крушчик / Kruščik) — село в общине Брод Республики Сербской Боснии и Герцеговины. В настоящее время село необитаемо.